# Marietta (Mississipi)
Marietta és una població dels Estats Units a l'estat de Mississipi. Segons el cens del 2000 tenia 248 habitants.

## Demografia
Segons el cens del 2000, Marietta tenia 248 habitants, 103 habitatges, i 73 famílies. La densitat de població era de 53,8 habitants per km².
Dels 103 habitatges en un 29,1% hi vivien nens de menys de 18 anys, en un 63,1% hi vivien parelles casades, en un 8,7% dones solteres, i en un 28,2% no eren unitats familiars. En el 25,2% dels habitatges hi vivien persones soles el 13,6% de les quals corresponia a persones de 65 anys o més que vivien soles. El nombre mitjà de persones vivint en cada habitatge era de 2,41 i el nombre mitjà de persones que vivien en cada família era de 2,91.
Per edats la població es repartia de la següent manera: un 21,8% tenia menys de 18 anys, un 10,1% entre 18 i 24, un 24,6% entre 25 i 44, un 26,2% de 45 a 60 i un 17,3% 65 anys o més.
L'edat mediana era de 40 anys. Per cada 100 dones de 18 o més anys hi havia 90,2 homes.
La renda mediana per habitatge era de 35.000 $ i la renda mediana per família de 40.833 $. Els homes tenien una renda mediana de 30.357 $ mentre que les dones 19.583 $. La renda per capita de la població era de 14.228 $. Entorn del 6,1% de les famílies i el 8,5% de la població estaven per davall del llindar de pobresa.

## Poblacions més properes
El següent diagrama mostra les poblacions més properes.